# Bloemenmarkt

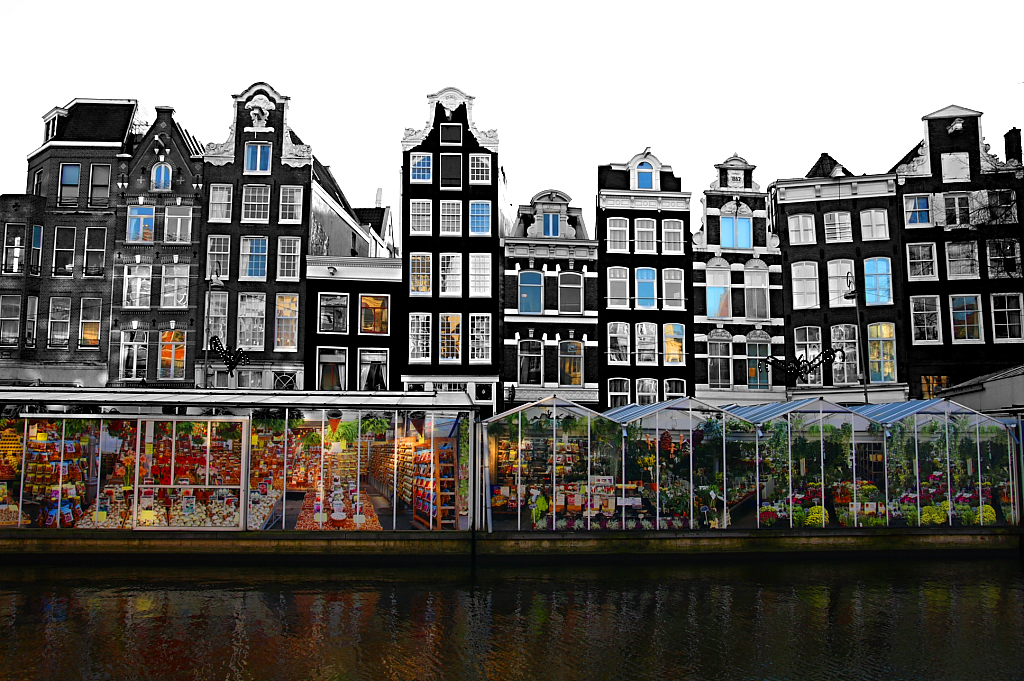
Vista do Bloemenmarkt sobre o canal Singel.

O Bloemenmarkt (traduzido do neerlandês: Mercado das flores) é o mercado de flores mais famoso de Amesterdão, nos Países Baixos. Os postos de venda do mercado estão situados sobre barcaças atracadas ao longo das margens do canal Singel. É o único mercado exclusivamente de flores flutuante do mundo. Foi fundado em 1862, entre as praças Koningsplein e Muntplein. Compreende 15 floristas.
O mercado de flores original, que abriu em 1862, ficava na Sint-Luciënwal. Todavia, em 1883, o mercado de flores teve que se mudar para o local atual na margem do canal Singel. Nesse momento era conhecido como Plantenmarkt. As flores cortadas ganharam lugar na década de 1960. Presentemente os souvenirs e bugigangas turísticas de recordação estão a substituir em parte as flores pelo maior êxito entre os turistas que visitam a cidade.

## Imagens

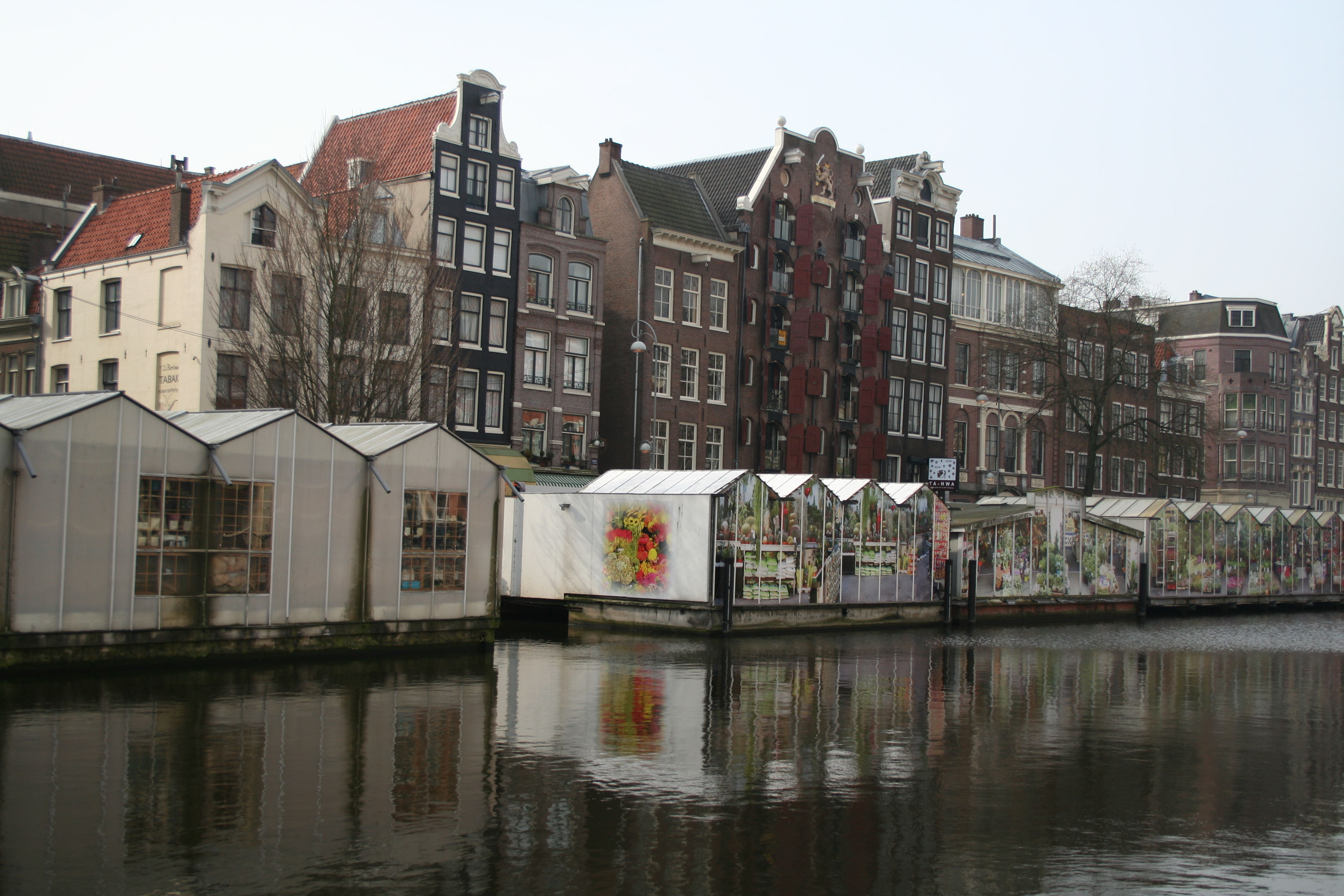
Bloemenmarkt
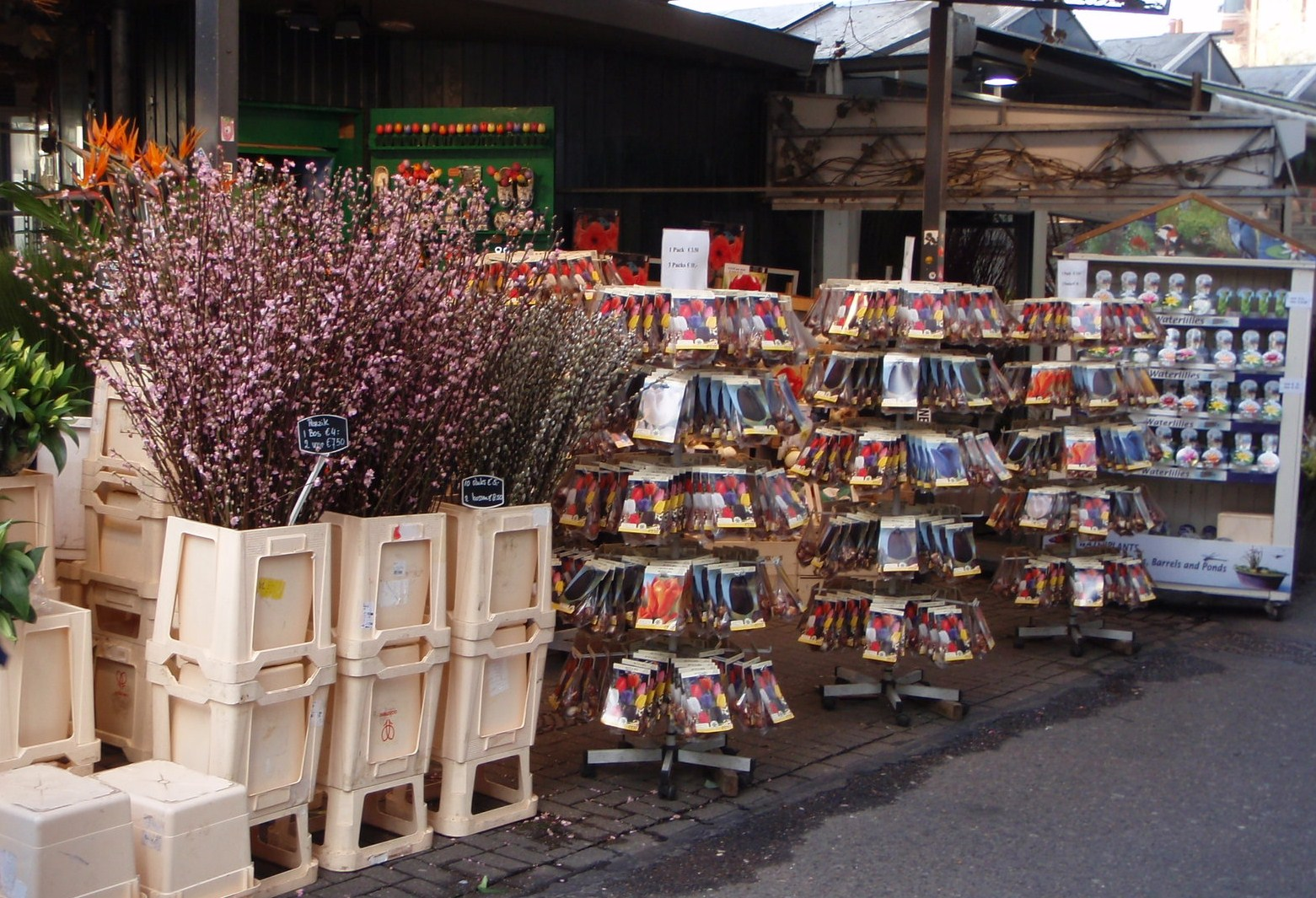
Bloemenmarkt
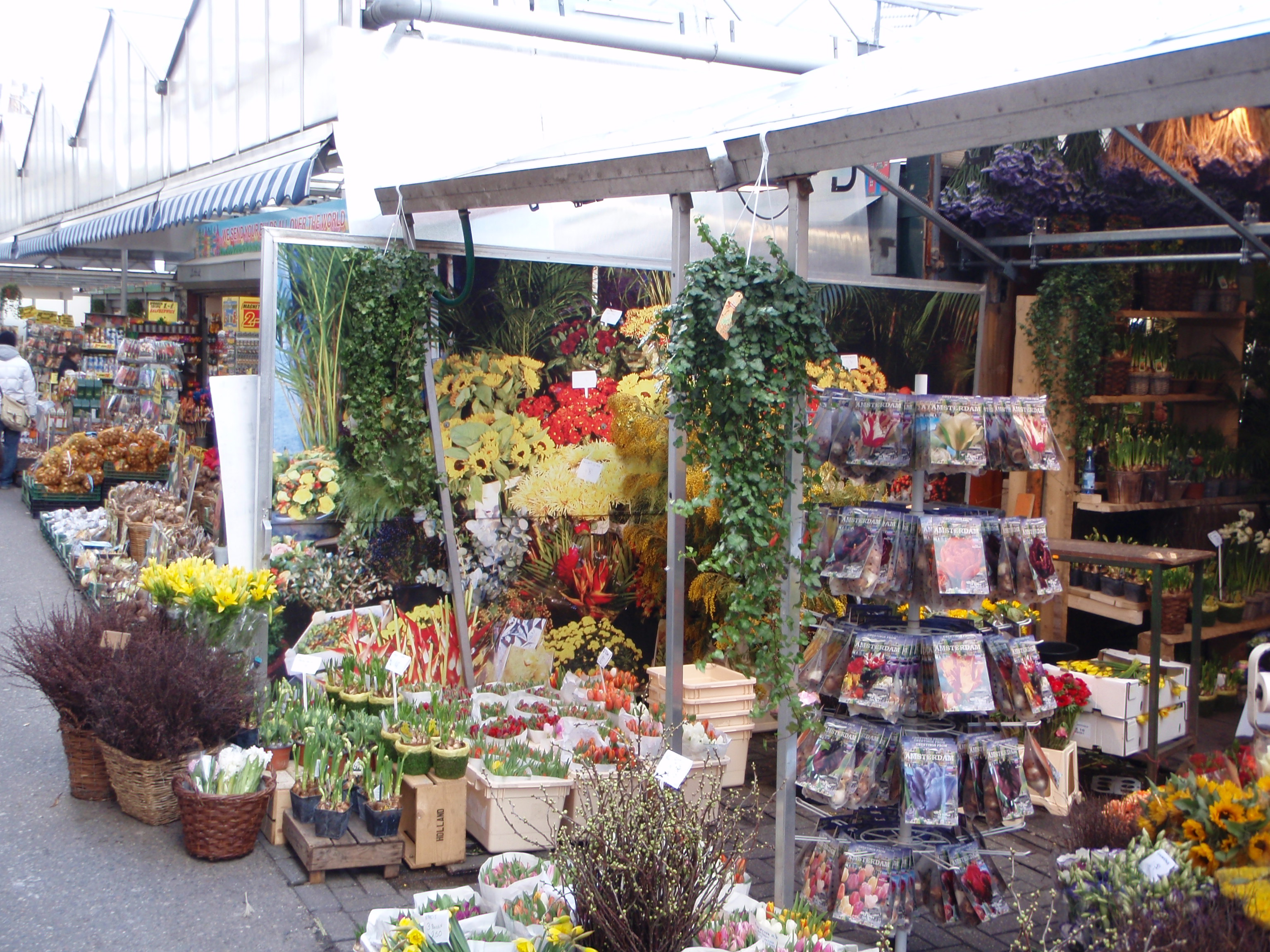
Bloemenmarkt
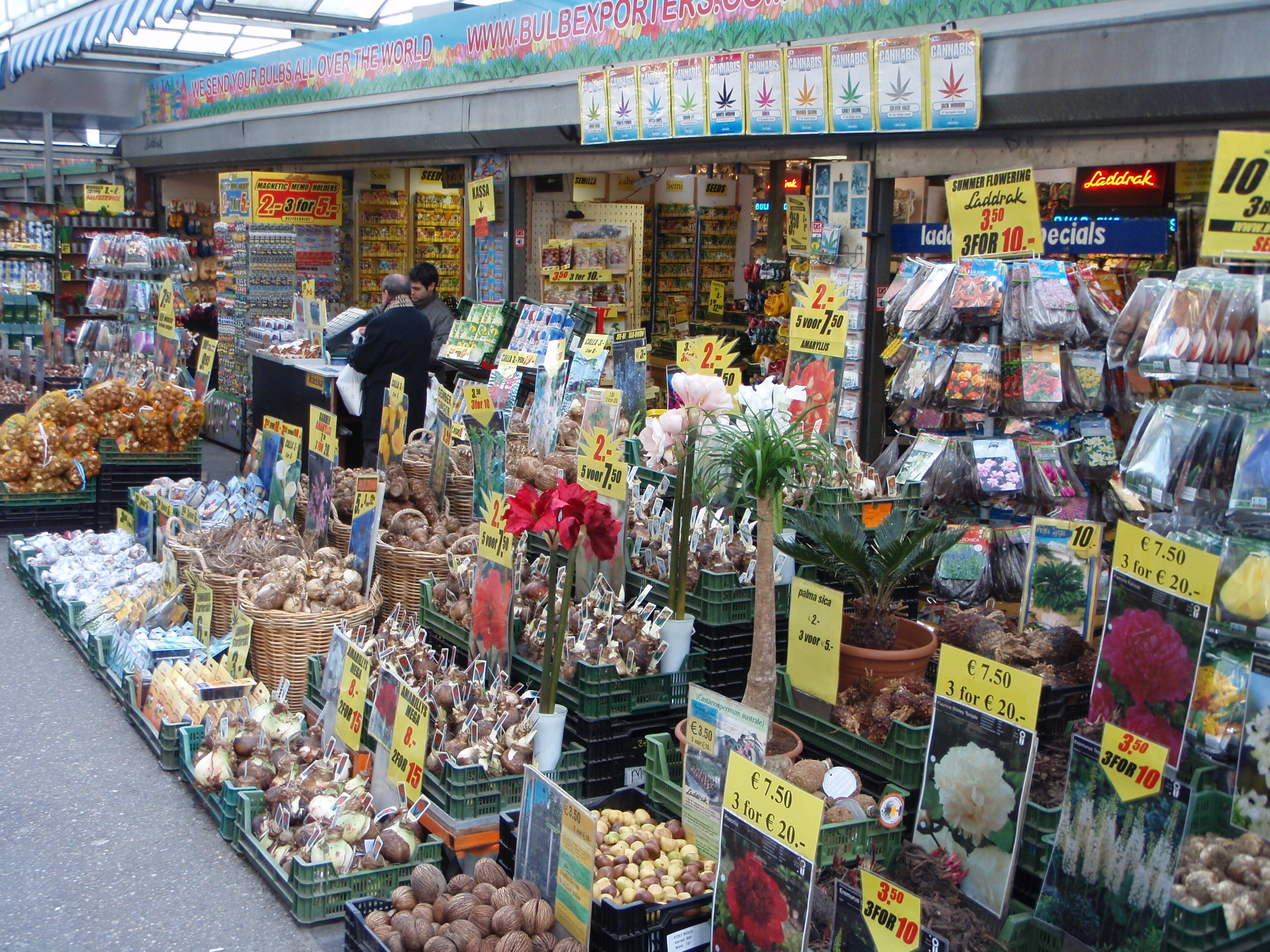
Bloemenmarkt